# Раздольное (Кальмиусский район)
Раздо́льное (укр. Роздо́льне, до 1945 года — Большая Караку́ба) — село Кальмиусского района Донецкой области Украины. С 2014 года населённый пункт находится под российской оккупацией.

## География
Село расположено на правом берегу реки Кальмиус.

#### Соседние населённые пункты по странам света
СЗ: Родниково, Кипучая Криница
СВ: Весёлое, Подгорное, город Комсомольское (все три выше по течению Кальмиуса), Новозарьевка
З: Петровское (Стыльского сельского совета)
В: Воровское, Каменка
ЮЗ: Новоласпа
ЮВ: Краснополье, Широкое
Ю: Василевка (на левом берегу Кальмиуса), Староласпа (ниже по течению Кальмиуса), Солнцево, Новомихайловка

## История
Село Большая Каракуба (от крымскотатарского qara qoba — «Кара Коба» — «черная пещера») было основано в 1779 году греческими переселенцами из одноимённого крымского села. Именовалось оно также и Старой Каракубой в противоположность Новой Каракубе, основанной выходцами из Большой Каракубы.
В 1780 году в селе была построена каменная церковь.
В 1786 году появилась новая церковь. Жители пряли шерсть и занимались изготовлением шерстяных изделий. Было распространено ковроткачество. Большая Каракуба славилась своими коврами на весь уезд.
Имелась мельница и каменоломня. Строительный камень добывали, дробили и сортировали по размерам. Добывали камень разного цвета: белый и серый известняк, бурый песчаник.
В 1945 г. Указом Президиума ВС УССР село Большая Каракуба переименовано в Раздольное
На окраине села найдены остатки поселений эпохи неолита, меди, бронзы (V—I вв. до н. э.), а также поселение салтовской культуры (VIII—X вв. н. э.).
На противоположном (левом) берегу реки найдено богатое сарматское погребение.

## Природа
На территории совхоза «Каракубский» в месте впадения в Кальмиус его правого притока Мокрая Волноваха расположен Раздольненский государственный геологический заказник, созданный в 1974 году. Песчаники и конгломераты верхнего девона (370 млн лет) и известняки нижнего карбона. Здесь также можно встретить базальтовые порфириты и туфы, а также докембрийские граниты и пегматиты (2 млрд лет). Площадь заказника — 100 га.

## Население
Население — 2446 чел., преимущественно греческое.

### Известные жители
- Делиев, Спиридон Георгиевич
- Джарты, Василий Георгиевич
- Джуха, Иван Георгиевич

157 жителей села были награждены боевыми орденами и медалями. В честь погибших воинов-односельчан установлен памятник.

## Экономика
В селе расположены элеватор и центральная усадьба бывшего совхоза «Каракубский».

### Транспорт
Расстояния по автомобильным магистралям:
- - 54 км — до областного центра
  - 26 км — до российско-украинской границы
- ближайшая железнодорожная станция:
  - 9 км — до ж/д станции «Каракуба»;
- морской порт:
  - 70 км — г. Мариуполь
- аэропорты:
  - 65 км — г. Донецк
  - 75 км — г. Мариуполь

## Социальная сфера
В селе есть ПТУ № 10 им. Паши Ангелиной (на 2015—2016 функционирует и проводит набор учащихся на 2016—2017 учебный год по профессии «тракторист-машинист с/х производства» на его территории расположен «1МСБТ» «1 Славянской Бригады» ДНР).